# Wadsworth Jarrell
Wadsworth Aekins Jarrell és un pintor, escultor i gravador afroamericà. Nascut a Albany, Geòrgia, es va traslladar a Chicago, Illinois, on va estudiar a l'Art Institute of Chicago. Després de graduar-se, es va involucrar en l'escena artística local i a través dels seus primers treballs que exploren la vida útil dels negres a Chicago i es va trobar la influència de les vistes i sons de la música jazz. A finals de 1960 va obrir el WJ Estudi i Galeria, on, amb la seva dona, Jae, va ser amfitrió d'artistes regionals i músics.
A mitjans de 1960 a Chicago va registrar un augment de la violència racial que conduïen a l'exploració de les relacions racials i l'apoderament negre d'artistes locals. Jarrell es va involucrar en l'organització de Black American Culture (OBAC), un grup que servia com a plataforma de llançament per al moviment de l'art negre de l'època. El 1967, els artistes d'OBRAC van crear el Mur de respecte, un mural a Chicago que representava herois afroamericans, un dels inicis de l'activació del moviment muralista polític a Chicago. El 1969, Jarrell va fundar Afri-COBRA: Comuna d'Àfrica d'artistes dolents rellevants (AFRI-COBRA: African Commune of Bad Relevant Artists). Afri-COBRA seria aclamat internacionalment pel seu art, temes polítics i l'ús de colors vius en les seves pintures.
La carrer artística de Jarrell el va portar a Àfrica el 1977, on va trobar la inspiració en el poble Senufo de Nigèria. En tornar als Estats Units es va traslladar a Geòrgia, i va ensenyar a la Universitat de Geòrgia. A Geòrgia, va començar a utilitzar una Paleta d'obrar en els seus llenços, creant una aparença de textura en les seves pintures ja visualment actives.
Les xifres sovint en les seves pintures són abstractes i inspirades per les màscares i escultures de Nigèria. vivint i treballant a Cleveland, Jarrell continua explorant l'experiència afroamericana contemporània a través de les seves pintures, escultures i gravats. La seva obra es troba a les col·leccions del Museu Nacional d'Història i Cultura Afroamericanes, High Museum of Art, The Studio Museum de Harlem i la Universitat de Delaware.

## Premis i reconeixements
- Primer premi 1988, Atlanta Life Invitational Exhibition, Southeastern Center for Contemporary Art[1]
- Cover, 1985, Art Papers
- Premi per l'excel·lència pintant, 1985, Southern Home Shows Exposition[2]
- Premi de la comissió d'arts del Districte de Colúmbia, 1974
- Artista en residència, 1974, Escoles públiques del Districte de Colúmbia

## Exposicions rellevants

### Individuals
- Edge Cutters. 1993, Kentucky Derby Museum.
- Large Format. 1987, Southwest Atlanta Hospital.
- Paintings and Sculptures, Wadsworth Jarrell. 1987, Albany Museum of Art.
- The Power and the Glory. 1979, University of Georgia.
- Going Home., 1976, Howard University.

### Col·lectives
- AFRI-COBRA: No Middle Ground. 1992, Museum of Science and Industry, Chicago, Illinois.
- Twelfth Annual Atlanta Life Invitational Exhibition. 1992, Herndon Plaza, Atlanta.
- Vital Signs. 1991, Atlanta Contemporary Art Center.
- AFRI-COBRA: The First Twenty Years. 1990, Florida A&M University.
- Horse Flesh. 1990, Kentucky Derby Museum.
- Beaches Annual Exhibition. 1989, Museum of Contemporary Art Jacksonville.
- Artists in Georgia 1988., 1988 Atlanta Contemporary Art Center.
- The Art in Atlanta. 1988, Southeastern Center for Contemporary Art.
- Birmingham Biennial. 1987, Birmingham Museum of Art.
- AFRICOBRA USA.' 1987, Sermac Gallery, Fort-de-France, Martinique.
- Ot Och In. 1986, Malmö konstmuseum.
- Artists in Georgia. 1985, Georgia Museum of Art.
- Atlanta in France. 1985, Chapelle de la Sorbonne.
- U.S.A. Volta Del Sud. 1985, Palazzo Venezia.
- Commemoration to Soweto. AFRI-COBRA, 1980, United Nations Headquarters.
- Directions and Dimensions. 1980, Mississippi Museum of Natural Science.
- Artists in Georgia. 1980, High Museum of Art.
- Artists in Schools. 1976, Delaware Art Museum.
- Directions in Afro-American Art. 1974, Herbert F. Johnson Museum of Art.[3]